# 선경도서관

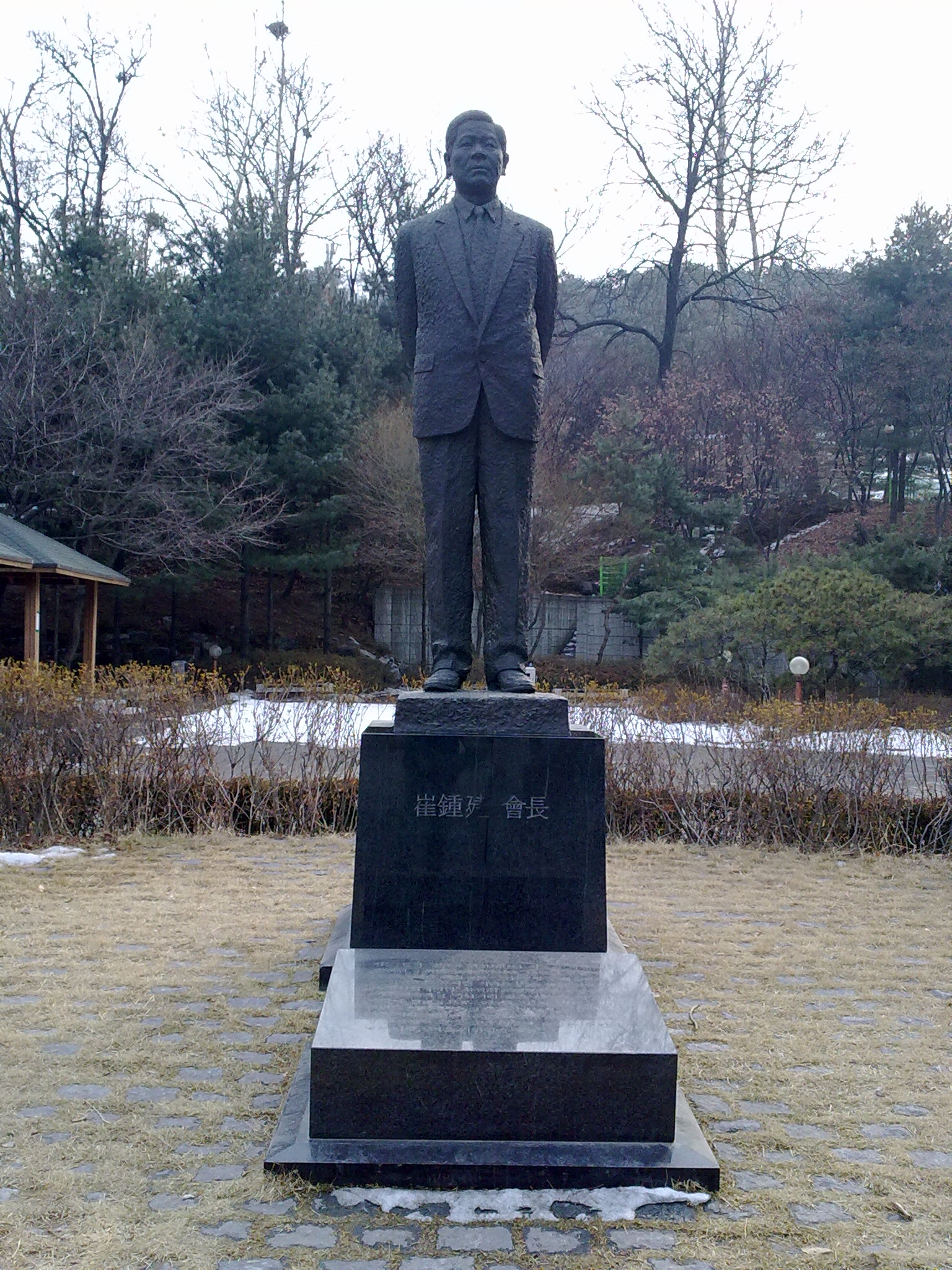
도서관 마당에 최종건의 동상이 있다.

선경도서관은 경기도 수원시 팔달구에 위치한 도서관이다. 1991년 2월 2일 SK그룹 (당시 선경그룹)이 도서관 부지를 제공해, 1993년 9월 1일 공사에 들어가 1995년 4월 27일에 개관하였다. 현재 351,829권의 장서가 있다.